# Salticus annulatus
Salticus annulatus là một loài nhện trong họ Salticidae.
Loài này thuộc chi Salticus. Salticus annulatus được Christoph Gottfried Andreas Giebel miêu tả năm 1870.